# Ce spun românii
Ce spun românii este versiunea românească a emisiunii Family Feud, prezentată de către Cabral Ibacka. Emisiunea se împarte în 2 etape la fiecare ediție. În prima se confruntă 2 familii, formată fiecare din 5 membri, jucându-se 6 runde, căpitanii jucând de 2 ori. Primele 3 runde au puncte normale, rundele 4 și 5 au puncte duble, iar ultima rundă, care de obicei este decisivă, triplează punctele. Echipa care adună cele mai multe puncte la finalul celor 6 runde, va participa în următoarea ediție și poate primi un bonus de 2.500 lei dacă câștigă runda fulger. Runda fulger este formată din 2 participanți care trebuie să răspundă într-un interval de 20, respectiv 25 de secunde la 5 întrebări. Dacă aceștia adună împreună 200 de puncte, câștigă bonusul. Pentru marele premiu de 20.000 de lei, familia respectivă trebuie să învingă 5 ediții la rând alte 5 familii, nu contează ce fac la runda fulger, acela fiind doar un bonus când vine vorba de bani.
Episodul 2, din sezonul V, a fost primul episod în care echipele au fost formate din 5 concurenți, însă doar edițiile speciale au avut parte de acest privilegiu.

## Sezonul V
Ep. 1: Familia Georgescu(1) 343-289 Familia Popescu. Runda fulger: 190  
Ep. special: Baschetbaliștii 394-249 Majoretele. Runda fulger: 202(68) - Prima ediție cu 5 concurenți/echipă
Ep. special: Parchetarii 375-324 Electricienii. Runda fulger: 151 
Ep. special: Medici Stomatologi 379-226 Asistenți Medicali. Runda fulger: 227(69)
Ep. special: Rezerviști Militari 473-207 Studenți Academia Navală. Runda fulger: 245(70)
Ep. special: Lăutarii 189-469 Cârciumarii. Runda fulger: 104 
Ep. special: Alpiniști 183-344 Ghizi. Runda fulger: 201(71)
Ep. special: Drumarii 323-430 Ceferiștii. Runda fulger: 211(72)
Ep. special: Karateka 349-318 Scrimeri. Runda fulger: 80   
Ep. special: Contabili 144-443 Translatori. Runda fulger: 118
Ep. special: Salvamari 187-466 Scafandrii. Runda fulger: 186 
Ep. special: Fregata "Regele Ferdinand" 272-226 Jandarmeria Română. Runda fulger: 214(73)
Ep. special: Fizicieni 461-272 Politehniști. Runda fulger: 152
Ep. special: Cicliști 342-361 Motocicliști. Runda fulger: 188
Ep. special: Moașe 293-432 Mămici. Runda fulger: 162 
Ep. special: Mecanici Auto 573-88 Instructori Auto. Runda fulger: 218(74)
Ep. special: Reciclatori 135-487 Voluntari. Runda fulger: 153 
Ep. special: Jucători de biliard 340-364 Jucători de bridge. Runda fulger: 91
Ep. special: Fotbaliști 197-544 Oiniști. Runda fulger: 175
Ep. special: Gestiune 342-270 Personal. Runda fulger: 222(75)
Ep. special: Dispeceri Taxi 119-492 Operatori Call Center. Runda fulger: 124
Ep. 22: Familia Georgescu 210-474 Familia Sandu(1). Runda fulger: 184
Ep. 23: Familia Pîrjol(1) 621-169 Familia Sandu. Runda fulger: 209(76)
Ep. 24: Familia Pîrjol - Familia Argatu 
Ep. 25: Familia Apostoiu(1) 319-125 Familia Oprea. Runda fulger: 211(77)

## Sezonul IV
Ep. 1: Familia Dragomir(2) 338-315 Familia Abi. Runda fulger: 159 
Ep. 2: Familia Dragomir 186-314 Familia Dragon(1). Runda fulger: 166
Ep. 3: Familia Rusu(1) 474-231 Familia Dragon. Runda fulger: 146 
Ep. 4: Familia Rusu 205-364 Familia Bălțatu(1). Runda fulger: 125
Ep. 5: Familia Huzum 260-425 Familia Bălțatu(2). Runda fulger: 172 
Ep. Special: Mega Tătici 259-391 Super Mămici. Runda fulger: 208(51)
Ep. 7: Familia Haită(1) 370-219 Familia Bălțatu. Runda fulger: 129 
Ep. 8: Familia Haită(2) 500-243 Familia Costache. Runda fulger: 222(52)
Ep. 9: Familia Haită(3) 649-82 Familia Casandra. Runda fulger: 199 
Ep. 10: Familia Haită(4) 496-201 Familia Jurjuț. Runda fulger: 178
Ep. 11: Familia Haită 343-484 Familia Peptan(1). Runda fulger: 173  
Ep. 12: Familia Tătaru 204-571 Familia Peptan(2). Runda fulger: 208(53)
Ep. 13: Familia Constantinescu(1) 400-259 Familia Peptan. Runda fulger: 180 
Ep. 14: Familia Constantinescu 281-341 Familia Dicu(1). Runda fulger: 183 
Ep. 15: Familia Rădulescu 85-597 Familia Dicu(2). Runda fulger: 211(54)
Ep. 16: Familia Albu(1) 560-0 Familia Dicu. Runda fulger: 227(55)
Ep. 17: Familia Albu 131-678 Familia Fodor(1). Runda fulger: 195 
Ep. 18: Familia Sandu(1) 638-0 Familia Fodor. Runda fulger: 222(56)
Ep. 19: Familia Sandu(2) 507-182 Familia Murariu. Runda fulger: 194 
Ep. 20: Familia Sandu 205-515 Familia Ogradă(1). Runda fulger: 114   
Ep. 21: Familia Niță(1) 364-243 Familia Ogradă. Runda fulger: 154 
Ep. 22: Familia Niță 209-385 Familia Petrescu(1). Runda fulger: 165 
Ep. 23: Familia Lae 246-382 Familia Petrescu(2). Runda fulger: 195
Ep. 24: Familia Petrescu 319-433 Familia Mihălăchioiu(1). Runda fulger: 212(57)
Ep. 25: Familia Nedelcu(1) 296-234 Familia Mihălăchioiu. Runda fulger: 124 
Ep. 26: Familia Nedelcu(2) 391-213 Familia Vișan. Runda fulger: 203(58)
Ep. 27: Familia Nedelcu(3) 464-132 Familia Safta. Runda fulger: 105
Ep. 28: Familia Nedelcu 321-389 Familia Pantazi(1). Runda fulger: 201(59)
Ep. 29: Familia Pantazi(2) 402-344 Familia Aftenie. Runda fulger: 215(60)
Ep. 30: Familia Pantazi 261-406 Familia Florea(1). Runda fulger: 204(61)
Ep. Special: Craii 316-421 Divele. Runda fulger: 202(62)
Ep. 32: Familia Paraschiv(1) 516-276 Familia Florea. Runda fulger: 141
Ep. 33: Familia Paraschiv(2) 449-242 Familia Mavriche. Runda fulger: 150
Ep. 34: Familia Paraschiv(3) 574-192 Familia Sandu. Runda fulger: 154
Ep. 35: Familia Paraschiv 185-515 Familia Olteanu(1). Runda fulger: 146 
Ep. 36: Familia Ploscaru(1) 372-249 Familia Olteanu. Runda fulger: 195
Ep. 37: Familia Ploscaru(2) 386-277 Familia Dumitrache. Runda fulger: 201(63)
Ep. 38: Familia Ploscaru 52-649 Familia Băcănoiu(1). Runda fulger: 186
Ep. 39: Familia Ungureanu 171-522 Familia Băcănoiu(2). Runda fulger: 112 
Ep. 40: Familia Ilaș(1) 400-227 Familia Băcănoiu. Runda fulger: 145 
Ep. 41: Familia Ilaș 281-290 Familia Moldoveanu(1). Runda fulger: 177
Ep. 42: Familia Stan 235-311 Familia Moldoveanu(2). Runda fulger: 193 
Ep. 43: Familia Ionițescu 245-425 Familia Moldoveanu(3). Runda fulger: 201(64)
Ep. 44: Familia Bănică 285-435 Familia Moldoveanu(4). Runda fulger: 135
Ep. 45: Familia Voinea(1) 474-230 Familia Moldoveanu. Runda fulger: 137
Ep. 46: Familia Voinea(2) 557-224 Familia Nimereală. Runda fulger: 225(65)
Ep. 47: Familia Voinea(3) 582-105 Familia Gavrilă. Runda fulger: 185
Ep. 48: Familia Voinea(4) 410-319 Familia Ionescu. Runda fulger: 209(66)
Ep. 49: Familia Voinea(5) 380-287 Familia Sîrghie. Runda fulger: 184 - MARELE PREMIU(5)
Ep. Special: Campionii 368-295 Campioanele. Runda fulger: 201(67)
| Sezonul IV             | Ediții câstigate | Runda fulger | Eliminați de...        |
| ---------------------- | ---------------- | ------------ | ---------------------- |
| Familia Voinea         | 5                | 2            | Câstigători            |
| Familia Haită          | 4                | 1            | Familia Peptan         |
| Familia Moldoveanu     | 4                | 1            | Familia Voinea         |
| Familia Nedelcu        | 3                | 1            | Familia Pantazi        |
| Familia Paraschiv      | 3                | 0            | Familia Olteanu        |
| Familia Bălțatu        | 2                | 0            | Familia Haită          |
| Familia Peptan         | 2                | 1            | Familia Constantinescu |
| Familia Dicu           | 2                | 1            | Familia Albu           |
| Familia Sandu          | 2                | 1            | Familia Ogradă         |
| Familia Petrescu       | 2                | 0            | Familia Mihălăchioiu   |
| Familia Pantazi        | 2                | 2            | Familia Florea         |
| Familia Ploscaru       | 2                | 1            | Familia Băcănoiu       |
| Familia Băcănoiu       | 2                | 0            | Familia Ilaș           |
| Familia Dragon         | 1                | 0            | Familia Rusu           |
| Familia Rusu           | 1                | 0            | Familia Bălțatu        |
| Familia Constantinescu | 1                | 0            | Familia Dicu           |
| Familia Albu           | 1                | 1            | Familia Fodor          |
| Familia Fodor          | 1                | 0            | Familia Sandu          |
| Familia Ogradă         | 1                | 0            | Familia Niță           |
| Familia Niță           | 1                | 0            | Familia Petrescu       |
| Familia Mihălăchioiu   | 1                | 1            | Familia Nedelcu        |
| Familia Florea         | 1                | 1            | Familia Paraschiv      |
| Familia Olteanu        | 1                | 0            | Familia Ploscaru       |
| Familia Ilaș           | 1                | 0            | Familia Moldoveanu     |

## Sezonul III
Ep. 1: Familia Dinu 239-557 Familia Boșnea(2). Runda fulger: 196
Ep. 2: Familia Dragne 152-539 Familia Boșnea(3). Runda fulger: 189
Ep. 3: Familia Irimescu(1) 786-0 Familia Boșnea. Runda fulger: 200(33)
Ep. 4: Familia Irimescu(2) 735-56 Familia Manolache. Runda fulger: 207(34)
Ep. 5: Familia Irimescu(3) 425-338 Familia Șoldan. Runda fulger: 232(35)
Ep. 6: Familia Irimescu(4) 553-154 Familia Meriuța. Runda fulger: 70
Ep. 7: FAMILIA IRIMESCU(5) 425-320 Familia Ceaușu. Runda fulger: 203(36) - MARELE PREMIU(4)
Ep. 8: Familia Niță(1) 388-342 Familia Tudor. Runda fulger: 207(37)
Ep. 9: Familia Constantinescu(1) 419-398 Familia Niță. Runda fulger: 165
Ep. 10: Familia Constantinescu 282-479 Familia Gavrilă(1). Runda fulger: 94
Ep. 11: Familia Simion 378-451 Familia Gavrilă(2). Runda fulger: 190
Ep. 12: Familia Țiboc 286-502 Familia Gavrilă(3). Runda fulger: 190 
Ep. 13: Familia Vlad 186-541 Familia Gavrilă(4). Runda fulger: 218(38)
Ep. 14: Familia Colțeanu(1) 292-283 Familia Gavrilă. Runda fulger: 164 
Ep. 15: Familia Colțeanu 100-598 Familia Lambă(1). Runda fulger: 125 
Ep. 16: Familia Drăghici 169-427 Familia Lambă(2). Runda fulger: 157
Ep. 17: Familia Samoilă 326-389 Familia Lambă(3). Runda fulger: 189
Ep. 18: Familia Enciu(1) 398-184 Familia Lambă. Runda fulger: 175
Ep. 19: Familia Enciu(2) 577-34 Familia Ciobanu. Runda fulger: 217(39)
Ep. 20: Familia Enciu(3) 402-289 Familia Mihalache. Runda fulger: 213(40)  
Ep. 21: Familia Enciu 153-485 Familia Cârtoc(1). Runda fulger: 219(41)  
Ep. 22: Familia Dobre 83-519  Familia Cârtoc(2). Runda fulger: 200(42)
Ep. 23: Familia Șeica 268-535 Familia Cârtoc(3). Runda fulger: 112 
Ep. 24: Familia Nedelcu(1) 388-317 Familia Cârtoc. Runda fulger: 199 
Ep. 25: Familia Nedelcu(2) 373-290 Familia Cristică. Runda fulger: 203(43)
Ep. 26: Familia Nedelcu 292-517 Familia Constantinescu(1). Runda fulger: 156
Ep. 27: Familia Constantinescu 314-361 Familia Fițu(1). Runda fulger: 158 
Ep. 28: Familia Ploeșteanu(1) - Familia Fițu
Ep. 29: Familia Ploeșteanu 230-444 Familia Tudor(1). Runda fulger: 196
Ep. 30: Familia Burtescu(1) 347-270  Familia Tudor. Runda fulger: 205(44)   
Ep. 31: Familia Gheoca(1) 547-48 Familia Burtescu. Runda fulger: 173
Ep. 32: Familia Gheoca 349-432 Familia Antonescu(1). Runda fulger: 223(45)
Ep. 33: Familia Antonescu(2) 615-87 Familia Mirică. Runda fulger: 92
Ep. 34: Familia Antonescu(3) 557-0 Familia Iorgu. Runda fulger: 202(46)
Ep. 35: Familia Antonescu 59-428 Familia Marchiș(1). Runda fulger: 153
Ep. 36: Familia Magher 221-391 Familia Marchiș(2). Runda fulger: 174 
Ep. 37: Familia Mărgărit(1) 429-310 Familia Marchiș. Runda fulger: 209(47)
Ep. Special: Steliști 351-345 Dinamoviști. Runda fulger: 225(48)
Ep. 39: Familia Mărgărit 320-467 Familia Pieptea(1). Runda fulger: 207(49)
Ep. 40: Familia Dragomir(1) 430-229 Familia Pieptea. Runda fulger: 207(50)

| Sezonul III            | Ediții câstigate | Runda fulger | Eliminați de...            |
| ---------------------- | ---------------- | ------------ | -------------------------- |
| Familia Irimescu       | 5                | 4            | Câstigători                |
| Familia Gavrilă        | 4                | 1            | Familia Colțeanu           |
| Familia Lambă          | 3                | 0            | Familia Enciu              |
| Familia Enciu          | 3                | 2            | Familia Cârtoc             |
| Familia Cârtoc         | 3                | 2            | Familia Nedelcu            |
| Familia Antonescu      | 3                | 2            | Familia Marchiș            |
| Familia Nedelcu        | 2                | 1            | Familia Constantinescu     |
| Familia Marchiș        | 2                | 0            | Familia Mărgărit           |
| Familia Dragomir       | 2                | 1            | Familia Dragon(Sezonul IV) |
| Familia Niță           | 1                | 1            | Familia Constatinescu      |
| Familia Constantinescu | 1                | 0            | Familia Gavrilă            |
| Familia Colțeanu       | 1                | 0            | Familia Lambă              |
| Familia Constantinescu | 1                | 0            | Familia Fițu               |
| Familia Fițu           | 1                | 0            | Familia Ploeșteanu         |
| Familia Ploeșteanu     | 1                | 0            | Familia Tudor              |
| Familia Tudor          | 1                | 0            | Familia Burtescu           |
| Familia Burtescu       | 1                | 1            | Familia Gheoca             |
| Familia Gheoca         | 1                | 0            | Familia Antonescu          |
| Familia Mărgărit       | 1                | 1            | Familia Pieptea            |
| Familia Pieptea        | 1                | 1            | Familia Dragomir           |

## Sezonul II
Ep. 1: Familia Mihart 355-387 Familia Niculae(1). Runda fulger: 206(17)
Ep. 2: Familia Zevedei 185-475 Familia Niculae(2). Runda fulger: 209(18)
Ep. 3: Familia Dumitrașcu 345-446 Familia Niculae(3). Runda fulger: 202(19)
Ep. 4: Familia Lia 44-652 Familia Niculae(4). Runda fulger: 193
Ep. 5: Familia Ștefan 231-534 Familia NICULAE(5). Runda fulger: 211(20) - MARELE PREMIU(2)
Ep. 6: Familia Vezeteu(1) 492-158 Familia Chiriguț. Runda fulger: 214(21)
Ep. 7: Familia Vezeteu(2) 725-87 Familia Ban. Runda fulger: 159 
Ep. 8: Familia Vezeteu(3) 361-312 Familia Buruiană. Runda fulger: 168
Ep. 9: Familia Vezeteu(4) 478-454 Familia Ilie. Runda fulger: 93 
Ep. 10:Familia VEZETEU(5) 383-181 Familia Ciulpan. Runda fulger: 145 - MARELE PREMIU(3)   
Ep. 11: Familia Popescu 177-573 Familia Neagu(1). Runda fulger: 165 
Ep. 12: Familia Buduleanu 190-487 Familia Neagu(2). Runda fulger: 185  
Ep. 13: Familia Sterescu 385-396 Familia Neagu(3). Runda fulger: 198  
Ep. 14: Familia Ciolacu(1) 462-142 Familia Neagu. Runda fulger: 202(22)
Ep. 15: Familia Ciolacu(2) 371-279 Familia Diaconița. Runda fulger: 193
Ep. 16: Familia Ciolacu(3) 482-178 Familia Tănase. Runda fulger: 196 
Ep. 17: Familia Ciolacu 324-405 Familia Barbu(1). Runda fulger: 207(23)
Ep. 18: Familia Nițu(1) 313-278 Familia Barbu. Runda fulger: 237(24)
Ep. 19: Familia Nițu(2) 441-357 Familia Alecu. Runda fulger: 198
Ep. 20: Familia Nițu 223-553 Familia Olteanu(1). Runda fulger: 202(25)
Ep. 21: Familia Mihăilă(1) 771-0 Familia Olteanu. Runda fulger: 126
Ep. 22: Familia Mihăilă 325-462 Familia Sărmășan(1). Runda fulger: 136
Ep. 23: Familia Vlad 318-361 Familia Sărmășan(2). Runda fulger: 209(26)
Ep. 24: Familia Tudor(1) 381-352 Familia Sărmășan. Runda fulger: 68
Ep. 25: Familia Tudor 352-496 Familia Ciucă(1). Runda fulger: 239(27)
Ep. 26: Familia Vlad(1) 544-186 Familia Ciucă. Runda fulger: 228(28)
Ep. 27: Familia Vlad(2) 582-214 Familia Stoian. Runda fulger: 139 
Ep. 28: Familia Vlad(3) 477-204 Familia Andrei. Runda fulger: 203(29)
Ep. 29: Familia Vlad(4) 356-323 Familia Costache. Runda fulger: 172 
Ep. 30: Familia Vlad 0-652 Familia Dobre(1). Runda fulger: 246(30)
Ep. 31: Familia Burlacu(1) 479-301 Familia Dobre. Runda fulger: 148 
Ep. 32: Familia Burlacu(2) 556-291 Familia Matei. Runda fulger: 218(31)
Ep. 33: Familia Burlacu 227-407 Familia Popovici(1). Runda fulger: 150 
Ep. 34: Familia Fîlfan(1) 326-319 Familia Popovici. Runda fulger: 180 
Ep. 35: Familia Fîlfan 274-506 Familia Blănaru(1). Runda fulger: 176 
Ep. 36: Familia Badea 56-679 Familia Blănaru(2). Runda fulger: 133
Ep. 37: Familia Țocu 167-487 Familia Blănaru(3). Runda fulger: 107
Ep. 38: Familia Coman(1) 470-332 Familia Blănaru. Runda fulger: 183 
Ep. 39: Familia Coman 164-580 Familia Drăguț(1). Runda fulger: 205(32)
Ep. 40: Familia Boșnea(1) 650-121 Familia Drăguț. Runda fulger: 173

| Sezonul II       | Ediții câstigate | Runda fulger | Eliminați de...               |
| ---------------- | ---------------- | ------------ | ----------------------------- |
| Familia Niculae  | 5                | 4            | Câstigători                   |
| Familia Vezeteu  | 5                | 1            | Câstigători                   |
| Familia Vlad     | 4                | 2            | Familia Dobre                 |
| Familia Neagu    | 3                | 0            | Familia Ciolacu               |
| Familia Boșnea   | 3                | 0            | Familia Irimescu(Sezonul III) |
| Familia Ciolacu  | 3                | 1            | Familia Barbu                 |
| Familia Blănaru  | 3                | 0            | Familia Coman                 |
| Familia Nițu     | 2                | 1            | Familia Olteanu               |
| Familia Sărmășan | 2                | 1            | Familia Tudor                 |
| Familia Burlacu  | 2                | 1            | Familia Popovici              |
| Familia Barbu    | 1                | 1            | Familia Nițu                  |
| Familia Olteanu  | 1                | 1            | Familia Mihăilă               |
| Familia Mihăilă  | 1                | 0            | Familia Sărmășan              |
| Familia Tudor    | 1                | 0            | Familia Ciucă                 |
| Familia Ciucă    | 1                | 1            | Familia Vlad                  |
| Familia Dobre    | 1                | 1            | Familia Burlacu               |
| Familia Popovici | 1                | 0            | Familia Fîlfan                |
| Familia Fîlfan   | 1                | 0            | Familia Blănaru               |
| Familia Coman    | 1                | 0            | Familia Drăguț                |
| Familia Drăguț   | 1                | 1            | Familia Boșnea                |

## Sezonul I
Ep. 1: Familia Popescu 341-469 Familia Constantinescu(1). Runda fulger: 208(1)
Ep. 2: Familia Grigore 277-424 Familia Constantinescu(2). Runda fulger: 133 
Ep. 3: Familia Crăciun 232-385 Familia Constantinescu(3). Runda fulger: 177
Ep. 4: Familia Bănică 83-544 Familia Constantinescu(4). Runda fulger: 193
Ep. 5: Familia Vasile 56-725 FAMILIA CONSTANTINESCU(5). Runda fulger: 143 - MARELE PREMIU(1)
Ep. 6: Familia Dumitra 241-283(1) Familia Mită. Runda fulger: 103
Ep. 7: Familia Zoicăreanu(1) 485-222 Familia Mită. Runda fulger: 234(2)
Ep. 8: Familia Zoicăreanu 179-475 Familia Giambașu(1). Runda fulger: 221(3)
Ep. 9: Familia Popescu 191-415 Familia Giambașu(2). Runda fulger: 183
Ep. 10 :Familia Mocănașu 333-470 Familia Giambașu(3). Runda fulger: 203(4)
Ep. 11: Familia Ungureanu(1) 464-239 Familia Giambașu. Runda fulger: 152
Ep. 12: Familia Ungureanu(2) 516-146 Familia Movileanu . Runda fulger: 139
Ep. 13: Familia Ungureanu(3) 517-349 Familia Stănescu. Runda fulger: 203(5)
Ep. 14: Familia Ungureanu(4) 705-0 Familia Răducu. Runda fulger: 114 
Ep. 15: Familia Ungureanu 224-344 Familia Vișan(1). Runda fulger: 200(6)
Ep. 16: Familia Albu(1) 520-147 Familia Vișan. Runda fulger: 45
Ep. 17: Familia Albu(2) 450-151 Familia Andrei. Runda fulger: 205(7)
Ep. 18: Familia Albu(3) 407-247 Familia Patraș. Runda fulger: 160 
Ep. 19: Familia Albu(4) 342-276 Familia Bîrcă. Runda fulger: 192
Ep. 20: Familia Albu 64-395 Familia Sterie(1). Runda fulger: 58
Ep. 21: Familia Drăghici(1) - Familia Sterie
Ep. 22: Familia Drăghici(2) 558-254 Familia Nedelea. Runda fulger: 164 
Ep. 23: Familia Drăghici(3) 495-61 Familia Grancea. Runda fulger: 205(8)
Ep. 24: Familia Drăghici(4) 416-175 Familia Iacob. Runda fulger: 209(9)
Ed. Specială: Vorbește Lumea 345-313 Știrile Pro TV. Runda fulger: 189
Ep. 26: Familia Drăghici 40-566 Familia Istrate(1). Runda fulger: 172
Ep. 27: Familia Moisei(1) 585-197 Familia Istrate. Runda fulger: 200(10)
Ep. 28: Familia Moisei(2) 358-168 Familia Constantin. Runda fulger: 193
Ep. 29: Familia Moisei 243-378 Familia Chiruță(1). Runda fulger: 205(11)
Ep. 30: Familia Ghinea(1) 431-137 Familia Chiruță. Runda fulger: 165
Ep. 31: Familia Ghinea(2) 368-354 Familia Costin. Runda fulger: 72
Ep. 32: Familia Ghinea 183-522 Familia Pătrașcu(1). Runda fulger: 136
Ep. 33: Familia Topor(1) 314-209 Familia Pătrașcu. Runda fulger: 180 
Ep. 34: Familia Topor 0-661 Familia Marcu(1). Runda fulger: 217(12)
Ep. 35: Familia Mihart(1) 355-240 Familia Marcu. Runda fulger: 164 
Ep. 36: Familia Mihart(2) 293-257 Familia Stan. Runda fulger: 202(13)
Ep. 37: Familia Mihart(3) 299-242 Familia Kis. Runda fulger: 180
Ep. 38: Familia Mihart(4) 576-60 Familia Rotaru. Runda fulger: 206(14)
Ed. Specială: Las Fierbinți 380-398 Stelele Pro TV. Runda fulger: 201(15)
Ed. Specială: Sunt Celebru 190-289 Ferma Vedetelor. Runda fulger: 233(16)
| Sezonul I              | Ediții câstigate | Runda fulger | Eliminați de...             |
| ---------------------- | ---------------- | ------------ | --------------------------- |
| Familia Constantinescu | 5                | 1            | Câstigători                 |
| Familia Ungureanu      | 4                | 1            | Familia Vișan               |
| Familia Drăghici       | 4                | 2            | Familia Istrate             |
| Familia Albu           | 4                | 1            | Familia Sterie              |
| Familia Mihart         | 4                | 2            | Familia Niculae(Sezonul II) |
| Familia Giambașu       | 3                | 2            | Familia Ungureanu           |
| Familia Moisei         | 2                | 1            | Familia Chiruță             |
| Familia Ghinea         | 2                | 0            | Familia Pătrașcu            |
| Familia Mită           | 1                | 0            | Familia Zoicăreanu          |
| Familia Zoicăreanu     | 1                | 1            | Familia Giambașu            |
| Familia Vișan          | 1                | 1            | Familia Albu                |
| Familia Sterie         | 1                | 0            | Familia Drăghici            |
| Familia Istrate        | 1                | 0            | Familia Moisei              |
| Familia Chiruță        | 1                | 1            | Familia Ghinea              |
| Familia Pătrașcu       | 1                | 0            | Familia Topor               |
| Familia Topor          | 1                | 0            | Familia Marcu               |
| Familia Marcu          | 1                | 1            | Familia Mihart              |